# Luna (певица)
Александра Катаржина Вельгомас (пол. Aleksandra Katarzyna Wielgomas), род. 28 августа 1999, Варшава), известная как Luna — польская певица и автор песен. Представительница Польши на «Евровидение-2024».

## Биография
Александра Катажина Вельгомас родилась 28 августа 1999 года в Варшаве. У неё есть три брата. Она — дочь предпринимателя Анджея Вельгомаса. Её семья управляет семейной компанией Dawton, занимающейся переработкой польских продуктов питания.
Училась в Государственной музыкальной школе 1-й степени имени Тадеуша Бэрда в Гродзиске-Мазовецком по классу скрипки. С 2015 по 2018 годы посещала юридический и политологический класс средней школы имени Юлиуша Словацкого в Варшаве. В 2018 году она начала обучение на факультете свободных искусств Варшавского университета.

## Карьера

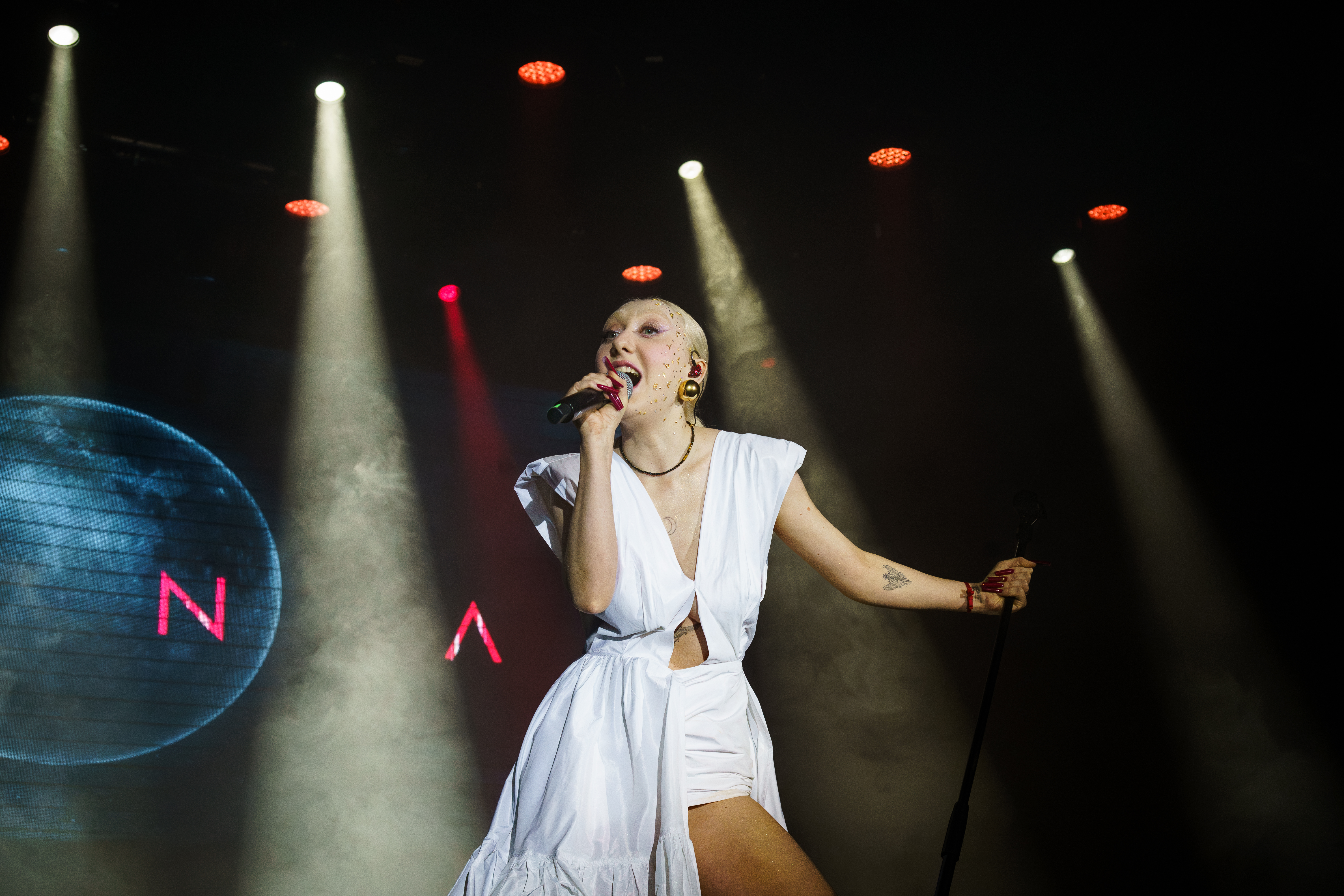
Luna на концерте PrePartyES 2024 в Мадриде, 2024

В 2010 году Вельгомас присоединилась к Детскому хору «Артос» им. Владислав Скорачевский в Большом театре в Варшаве, где изучала вокал у Дануты Хмурской и выступала в операх.
В 2015—2017 годах она играла роль краковчанки в спектакле «Предполагаемое чудо или Краковяки и Гурали». Она также была связана с Театральным центром «У Мачульских».
В 2018 году Вельгомас начала сотрудничество с независимым лейблом Kayax в рамках проекта My Name Is New. В это время она записала свою дебютную песню под названием Na wzgórzach niepokoju (с пол. — «На полях тревоги»). Сингл, выпущенный 19 сентября 2018 года, был написан Марцином Нирубецем на слова Вельгомас. Песня прозвучала на Третьей радиопрограмме Польского радио.
В мае 2019 года она выступала в студии стилистки Яги Хупало во время Ночи музеев. В июне выпустила сингл Zastyga. В июле она выступила на фестивале Naturalnie Mazury, в августе — 2019 года на фестивале «Польский Вудсток».
Во время финала XXVIII Большого оркестра праздничной помощи в январе 2020 года она дала концерт в телестудии. В июле она выступила на концерте группы Cukier в клубе «Стодоле» в Варшаве. 28 августа она исполнила песню Why Trees Don’t Say Nothing с польской певицей Мелой Котелук, а 25 ноября выпустила сингл Zgaś, который был очень был хорошо принят и вошёл в списки лучших польских песен 2020 года. Песня также звучала на многих радиостанциях, включая Chillizet, Radio Eska или программе Первой радиопрограмме Польского радио. В песню Zagaś она включила звуки из космоса, опубликованные NASA. В том же году она записала также песню Serca przemokną, которую, однако, через некоторое время удалили из интернета.
Во второй половине 2020 года она начала сотрудничество с композитором Михалом Крулем, результатом которого стал сингл Luna, обозначивший новый этап в её творчестве.
2 февраля 2021 года она выпустила сингл Mniej, в который также включила звуки космоса: Венеры (как символа красоты, любви и искусства) и Меркурия (символ разума). Песня вошла в топ-13 Radio Wawa, в «горячую двадцатку» радио Eska и в топ-лист альтернативного списка Radio Victoria. В том же году был опубликован ремикс на песню в исполнении Skytech, который достиг вершины списка DJ Top 10.

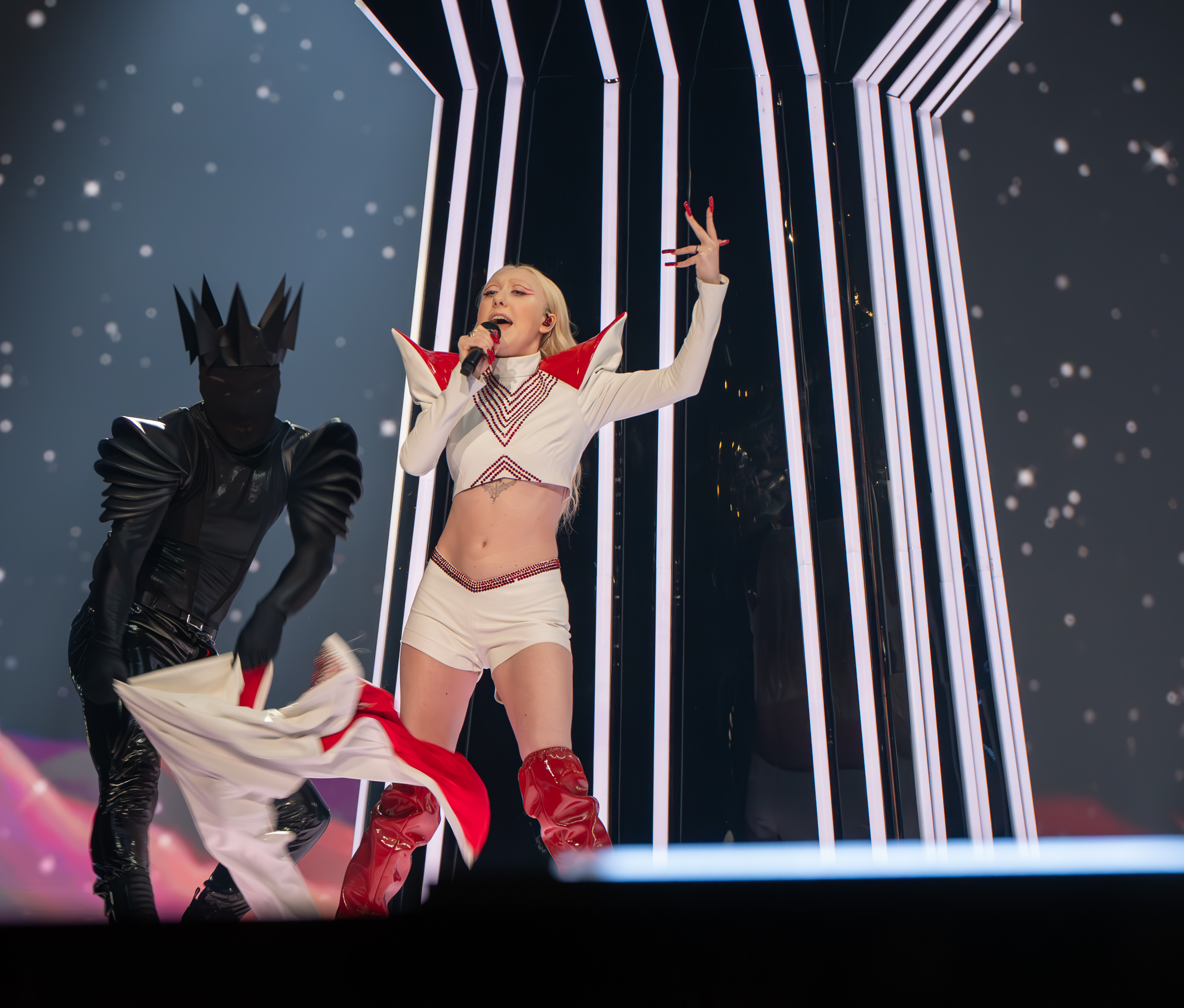
Luna во время выступления в первом полуфинале Евровидения (2024)

В апреле 2021 года она стала послом кампании Equal стриминга Spotify, что сделало её первой польской женщиной, чья фотография появилась на Таймс-сквер. Она также представляла Польшу в этом проекте. В том же месяце она выпустила сингл Nie proszę o więcej (с пол. — «Nie proszę o więcej»), записанный в дуэте с Марцином Мачейчаком, и который вошёл в поп-лист радио RMF FM. 29 апреля она выпустила англоязычную версию песни Zgaś — Blind как сингл и сняла на неё клип. 20 мая она выпустила сингл Wirtualne Przedmieście, посвящённый теме границы между виртуальным и реальным мирами. На песню был снят клип в стенах Национального этнографического музея в Варшаве. 18 июня она выпустила англоязычную версию песни Virtual Rivers. 12 августа она выпустила сингл Zabierz Mnie, 10 сентября — Melt Away. 26 ноября состоялся релиз её первого мини-альбома Caught in the Night.
22 апреля 2022 года вышел дебютный альбом Nightmares. В 2022 году она выпустила сингл под названием Dynamite.
В 2023 году в сотрудничестве с AVIRA и Miss Monique были выпущены синглы Już nie zasnę, Moja Miłość, Lekko, Lost and Wild и Subterranean.
В январе 2024 года она выпустила песню The Tower, с которой в следующем месяце была выбрана представлять Польшу на 68-м конкурсе песни «Евровидение» в Мальмё. 7 мая она выступила в первом полуфинале и с 35 очками заняла 12-е из 15 мест Также она посвятила свою песню Fade Украине.

## Личная жизнь
Интересуется астрологией, философией, искусством, экологией и модой. Она называла вдохновляющим творчество Ника Кейва и Бьорк. В интервью с Радославом Пулковским для журнала K-Mag в декабре 2020 года она отметила природу как источник своего вдохновения, особенно отмечая связи между микромиром и макромиром, которые она в ней находит. Её также увлекает поэзия, в частности, творчество Болеслава Лесьмяна.
По её словам, «Луна» — это её альтер-эго, которое «полно тайн и магии». В разговоре с журналом K-Mag она объясняет, что приняла псевдоним «Луна», так как небесное тело оказывает большое влияние на её жизни. Она добавила, что прозвище также связано с её лунатизмом.